# Femern Bælt-forbindelsen
|  | Denne artikel beskriver en fremtidig begivenhed Denne artikel eller sektion handler om planlagt eller forventet fremtidig begivenhed. Der kan forekomme spekulativ information, og indholdet kan ændres dramatisk når begivenheden nærmer sig og mere information bliver tilgængelig. |

Femern Bælt-forbindelsen bliver en 18 km lang tunnel mellem Danmark og Tyskland under Femern Bælt, der pr. 2021 er under konstruktion. Spadestikket på den danske side af byggeriet til Femern Bælt-forbindelsen blev foretaget den 1. januar 2021, på den tyske side den 29. november 2021. På dansk side starter forbindelsen i nærheden af Rødbyhavn på Lolland, mens den på tysk side starter i nærheden af Puttgarden på den tyske ø Femern. Tunnelen forventes at åbne i 2029, og den vil til den tid være verdens længste sænketunnel. Med tunnelen vil det tage 10 minutter i bil og 7 minutter i tog at krydse Femern Bælt og dermed grænsen mellem Danmark og Tyskland. 
Tunnelen vil blive en del af Fugleflugtslinjen, der forbinder København, Danmark og Hamborg, Tyskland. I dag kan man sejle over Femern Bælt med færge fra Rødbyhavn til Puttgarden.
Historisk set blev Femern A/S allerede i april 2009 udpeget af transportministeren til at gennemføre forberedelser, undersøgelser og projektering af en fast forbindelse via Femern Bælt. Oprindelig var den foretrukne løsning en skråstagsbro til både vej og jernbane, men i 2011 blev det besluttet at etablere forbindelsen som en sænketunnel på basis af en løsning fra et konsortium ledet af Rambøll.
Projektet har som formål at begunstige den økonomiske udvikling i Øresundsområdet og skabe bedre sammenhæng mellem de nordiske lande og kontinentet, og forventes at have en forrentning på 5% pro anno. I efteråret 2022 forlød det at udgifterne var fordoblet som følge af inflation, og at byggeriet kostede omkring 15,5 mio. kr. om dagen.
Bygherren på projektet er Femern A/S, og konstruktionen bliver varetaget af to hovedentreprenører: det hollandske entreprenørkonsortium Fehmarn Belt Contractors (FBC) og konsortiet Femern Link Contractors (FLC).

## Forhandlingerne om forbindelsen
Den tyske og danske regering nåede frem til en beslutning om Femern Bælt-forbindelsen sidst i juni 2007.
 Den 29. juni 2007 blev den danske transportminister Flemming Hansen enig med den tyske trafikminister Wolfgang Tiefensee om bygningen af en fast forbindelse over Femern Bælt. Den 3. september 2008 underskrev transportminister Carina Christensen og Wolfgang Tiefensee i København en folkeretligt bindende traktat om en fast forbindelse over Femern Bælt.
Projekteringsloven blev vedtaget i foråret 2009 , og anlægsloven blev vedtaget 28. april 2015.
Den danske stat stiller statsgaranti for størstedelen af de 55,1 milliarder kroner (2008-priser) man regner med at projektet vil koste. Femern-projektet betales af brugerne, og betalingsanlægget bygges på den danske side. Når hele lånet til byggeriet er betalt, får Danmark (staten) ret til at beholde de fremtidige indtægter. EU-Kommissionen har udpeget Femern-forbindelsen til et prioritetsprojekt og tildelt projektet støtte på omkring 9,6 mia. kroner. I december 2018 afsagde den Europæiske Unions Domstol (Retten) dom i en sag mod Kommissionen til fordel for Scandlines. En venstreorienteret tysk avis erklærede derefter at forbindelsen ikke vil blive bygget.
Ifølge ingeniørrådgivervirksomheden Grontmij er forbindelsen afhængig af fortsat brugerbetaling på Storebæltsforbindelsen.

## Vedtagelse
Forslag til lov om projektering af fast forbindelse over Femern Bælt med tilhørende landanlæg i Danmark blev vedtaget 26. marts 2009.
Dette efter at Per Clausen (Enhedslisten), Magnus Heunicke (Socialdemokratiet), Pia Olsen (Socialistisk Folkeparti), Johannes Poulsen (Radikale Venstre) og Lars Barfoed (Transportminister, Det Konservative Folkeparti), havde talt til salen.
Loven blev vedtaget af et flertal af Folketinget, hvor kun Enhedslisten var imod. Stemmerne fordelte sig således: 104 stemte for og 3 stemte imod. Anlægsloven blev vedtaget i april 2015.
Den 6. februar 2019 har ledelsen i Femern A/S fået overdraget den underskrevne tyske myndighedsgodkendelse fra de tyske myndigheder i Slesvig-Holsten.

## Arkæologiske udgravninger
I maj 2013 begyndte de arkæologiske udgravninger af området omkring Rødbyhavn, hvor en del af faciliteterne til anlæggelse af tunnelen skal placeres. Udgravningerne bliver varetaget af Museum Lolland-Falster. Et mindre område omkring Strandholm bliver også undersøgt, hvilket startede i august 2013. De arkæologiske undersøgelser blev genoptaget i juli 2018.
I alt 5000 m2 bliver udgravet, og området indeholder hovedsageligt ting fra stenalderen. Det er danmarkshistoriens største arkæologiske udgravning og i maj måned 2014 var omkring 60 arkæologer ansat i udgravningerne. Samtidig giver omfanget af udgravninger et bedre indblik i stenalderens menneskers liv, fordi den dækker et meget større område end tidligere undersøgelser.

### Fund
Der er fundet flint, keramik, knogler og horn, og ikke mindst træ. Området har særlig gode bevaringsforhold, hvilket gør at der er bevaret meget organisk materiale, som normalt ikke findes ved arkæologiske udgravninger.
Et af de mest unikke fund fra udgravningerne tæller en flintdolk fra ældre bronzealder med et skæfte af bark. Det er første gang nogensinde, at man har gjort et sådant fund i Danmark, men de kendes dog fra Tyskland. Blandt den keramik, der er fundet, er bl.a. en lerskive med aftryk af børnetænder langs kanten og et stykke med et tommelfingeraftryk.
Der er blevet fundet et gedekranie, hvor en lille del af hjernen var bevaret. Kulstof 14-datering fastslog alderen til omkring 3.500 f.Kr., hvilket gør det til Danmarks ældste gedehjerne. Der er også fundet en sjælden hjortetakøkse ved Syltholm, der viser at folk i området havde forbindelse til den anden side af Femern Bælt.
Genstandene, der er fundet i træ, tæller bl.a. et bearbejdet økseskaft, et meget velbevaret knap 5.000 år gammelt pileskaft med rester fra beviklingen af fanefjerene og en del af en bue, som man regner med har været en offergave. Der er også blevet fundet en flintøkse med bevaret skaft af træ. Øksen er omkring 5.500 år gammel, og selvom flintøkser fra perioden er almindelige, er det uhyre sjældent at de findes med træskaftet intakt. Der findes kun otte tidligere fund af flintøkse med bevaret træskaft, som alle er fundet i tørvemoser.
Desuden er der fundet et yderst velbevaret fiskegærde, der er et pileflettet hegn, der skal lede fisk ind i en ruse. Gærdet er omkring 5000 år gammelt. Ved fiskegærdet er der fundet fodspor i sandet fra to personer. Sporene er ligeledes omkring 5000 år gamle, og arkæologerne har fundet tegn på, at en storm har væltet gærdet, og man antager at personerne har været ude for at udbedre skaderne. Det er de ældste kendte fodspor i Danmark. Fodsporene kom med på Kulturstyrelsens Top 10 liste over vigtigste arkæologisk fund for 2014. Der er også blevet fundet en fiskelyster, der er en gaffelformet gren med et lille spidst stykke ben i midten, som anvendes til at spidde fisk med i vandet. Fundet er unikt, da det indeholder spydspidsen, hvilket er første gang. Arkæologerne kunne derfor bekræfte den hidtidige teori om værktøjets udseende.
En del af fundene blev fremvist i programmet Arkæologien Rundt med Frantz Howitz, der blev produceret for dk4 i sommeren 2014 og sendt første gange 14. september.
Flere af fundene har været så særlige og sjældne, at de er blevet rapporteret internationalt, hvilket bl.a. er sket i det amerikanske arkæologitidsskrift Archaeology og den engelsksprogede The Copenhagen Post, der bragte fundet af flintedolken med barkskaft, de britiske nyhedsmedier BBC og Daily Mail der begge rapporterede om øksen med træskaft, samt nyhedssitet LiveScience, der beskæftiger sig med naturvidenskab, og den amerikanske tv-kanal History, der skrev om fodsporet.

## Den samlede forbindelse
Bygherrernes foretrukne løsning var oprindelig en skråstagsbro til både vej og jernbane bestående af en elektrificeret, dobbeltsporet jernbane og en firesporet motorvej på basis af et projektforslag fra et konsortium ledet af COWI, men den 20. januar 2011 kom regeringspartierne, Dansk Folkeparti, Socialdemokraterne og Socialistisk Folkeparti med klare erklæringer til fordel for en sænketunnel frem for en bro over Femern Bælt, og i 2011 blev det besluttet, at den faste forbindelse skal bestå af en sænketunnel på basis af et projektforslag fra et konsortium ledet af Rambøll.
Forbindelsen vil forkorte rejsetiden mellem København og Hamburg med omkring en time, og man formoder at 9.200 biler og 4.000 togpassagerer vil benytte forbindelsen i døgnet. Når den faste forbindelse står færdig vil togrejsende kunne foretage turen på kun syv minutter, mens bilisterne kommer over bæltet på 10 minutter med en hastighed på 110 km/t.  Priser for bil og lastbil forventes at være cirka som på færgen.
Jernbanen bygges om fra enkeltsporet til dobbeltsporet mellem Vordingborg og Lübeck (160 km). Alene på den danske side forventes dette at koste 5 mia. kr. Vejdirektoratet bygger en ny Storstrømsbro. I Danmark er der motorvej hele vejen fra København til Rødbyhavn. Ifølge statstraktaten af 3. september 2008 er Tyskland forpligtet til at elektrificere jernbanestrækningen Lübeck – Puttgarden (se en:Lübeck–Puttgarden railway og de:Bahnstrecke Lübeck–Puttgarden) i tide til forbindelsen åbner, samt at udbygge den til dobbeltspor (med undtagelse af Femernsundbroen) senest syv år derefter. Tyskland har vedtaget at bygge en ny banelinie og nedlægge den gamle. Den nye bane skal være færdig i 2030. Op til udgangen af 2015 havde den danske stat brugt ca. 4,6 mia. kr. på forberedelser.
Efter en politisk aftale mellem regeringen, Socialdemokraterne, SF og Det Radikale Venstre i september 2008 blev statstraktaten af 3. september 2008 ratificeret af Folketinget og en projekteringslov vedtaget i marts 2009.
Banedanmark arbejder på at udvide strækningen Ringsted-Femern for 9,5 milliarder kroner. Der skal laves et 55 km langt nyt spor mellem Vordingborg og Rødby. Når alle byggerier (inkl. den nye Storstrømsbro) er færdige i 2024 kan der køres med 200 km/h.
En "grøn kile" (naturområde) skabes mellem Rødby og Rødbyhavn. Ved Rødbyhavn bygges en skurby til 1.500 medarbejdere, som får mad fra 80 køkkenpersonaler.

### Tunnelbyggeriet
Tunnelen bygges af betonelementer fra en fabrik der bygges på stedet, til 1000 medarbejdere.
En 42 meter høj mobilmast forbedrer kommunikation i byggeriet.
Gravemaskinen Magnor og flere andre maskiner udgraver renden til den 18 km lange sænketunnel på 2-3 år. Fyldjorden bruges til at skabe tunnelportens kunstige ø mellem land og hav.
Den 17. juni 2024 indviede Frederik 10. det første tunnelelement.

## Modstand fra Tyskland og EU
NABU, en tysk naturforkæmper, har beskrevet projektet som et "søm i Østersøens kiste". Den tyske Rigsrevision (de:Bundesrechnungshof) har stillet spørgsmålstegn ved projektets rentabilitet. En tysk domstol har besluttet at forbindelsen ikke må bruges af godstog før der er tilstrækkelig lydisolering.
De samlede omkostninger var i juni 2020 allerede 54 % højere end oprindeligt planlagt ifølge Den Europæiske Revisionsret. Retten anslog, at selv om der bor 7,7 millioner mennesker i nærheden af forbindelsen, vil forbindelsen kun blive brugt af en million af dem årligt, hvilket er lavere end de 9 millioner årlige brugere man havde antaget.